# Queen Mary University of London
Queen Mary University of London (kurz: QMUL, auch bekannt als Queen Mary College) ist eines der ältesten Colleges der University of London und zählt als Mitglied der Russell-Gruppe zu den britischen Spitzenuniversitäten. Es ist mit etwa 22.000 Studenten, darunter über 40 % aus dem Ausland, eines der größten Colleges der föderal aufgebauten Universität. Unter den Alumni der Queen Mary University of London befinden sich neben zahlreichen Nobelpreisträgern bedeutende Persönlichkeiten aus Politik, Naturwissenschaften, Recht und Kultur. In Rankings liegt Queen Mary kontinuierlich unter den besten Universitäten in London, die School of Law zählt zu den besten des Landes. Patronin des Colleges war bis 2022 Königin Elisabeth II.
Neben fünf Standorten in London unterhält Queen Mary University of London weitere Niederlassungen in China, Frankreich, Griechenland und Malta. Am University of London Institute in Paris bietet das College Doppelstudiengänge mit der Sorbonne Université an.

## Geschichte

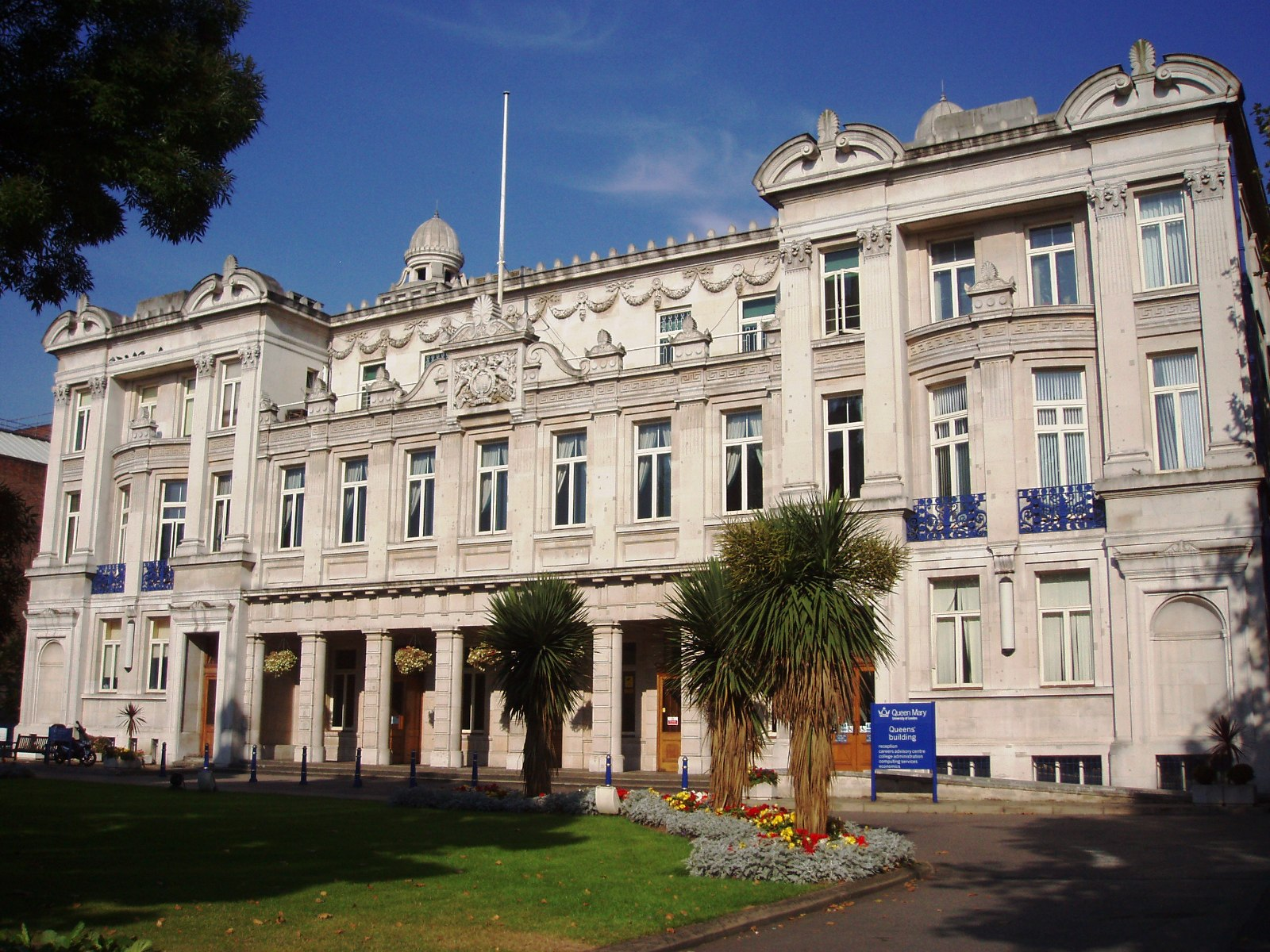
Das Queens’ Building auf dem Universitätscampus in Mile End

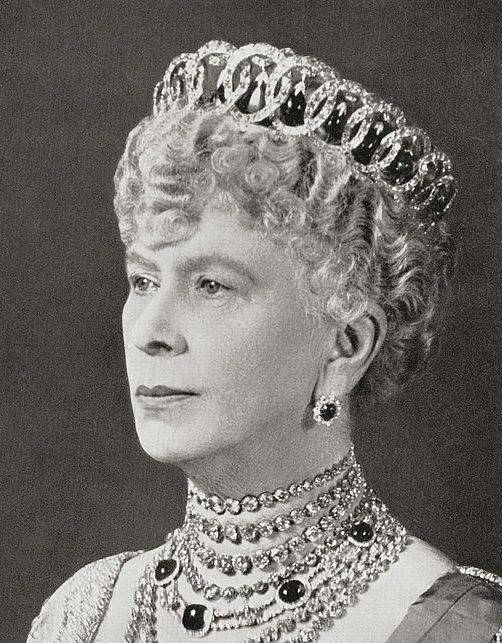
Maria von Teck, ehemalige Königin Großbritanniens und Namensgeberin des Colleges

### St Bartholomew's und London Royal Hospital Medical Colleges
Das St Bartholomew’s Hospital wurde 1123 gegründet und ist das älteste bestehende Krankenhaus Großbritanniens. 1785 öffnete das Medical College des London Royal Hospital (heute Teil der Fakultät Medicine and Dentistry) als erstes Universitätsklinikum des Landes. 1900 traten beide Medical Colleges der University of London bei und gingen Kooperationen mit dem Queen Mary College ein.

### Westfield College
Das Westfield College wurde 1882 als erstes Frauen-College der University of London gegründet. Ab 1964 nahm das College auch Männer auf. 1989 wurde es in das Queen Mary College eingegliedert, welches den Namen Queen Mary and Westfield College annahm. Der Campus des Westfield Colleges befand sich bis dahin im Londoner Stadtteil Hampstead.

### People’s Palace und Queen Mary College
1887 wurde der People’s Palace als kulturelles Zentrum im Londoner East End von Königin Victoria eröffnet. Ein Jahr später öffnete ein neuer Flügel mit technischen Ausbildungsstätten. Ab dem Beginn des 20. Jahrhunderts verlieh der People’s Palace einen Bachelor of Science der University of London. 1907 entstand hier das erste Institut für Luft- und Raumfahrttechnik Großbritanniens und das College wurde unter dem Namen East London College zunächst befristet Teil University of London. 1915 erfolgte schließlich die dauerhafte Eingliederung. In Anlehnung an die damalige Königin Maria von Teck (Ehefrau von George V.) nahm die Einrichtung ab 1934 den Namen Queen Mary College an.
Während des Zweiten Weltkriegs evakuierte das College in Cambridge, wo es sich für diesen Zeitraum mit dem King’s College zusammenschloss.

### Queen Mary University of London
In der heutigen Form entstand das Queen Mary College als Zusammenschluss des Queen Mary and Westfield Colleges, des St Bartholomew’s Hospital Medical College und des London Hospital Medical College.
1989 schloss sich das Queen Mary mit dem Westfield College zusammen und bildete das Queen Mary & Westfield College. 1995 schlossen sich das London Hospital Medical College und das St Bartholomew’s Hospital Medical College als Barts and The London School of Medicine and Dentistry zusammen und traten Queen Mary bei. 2000 nahm der Zusammenschluss der ehemals eigenständigen Colleges den Namen Queen Mary University of London an.

## Studium

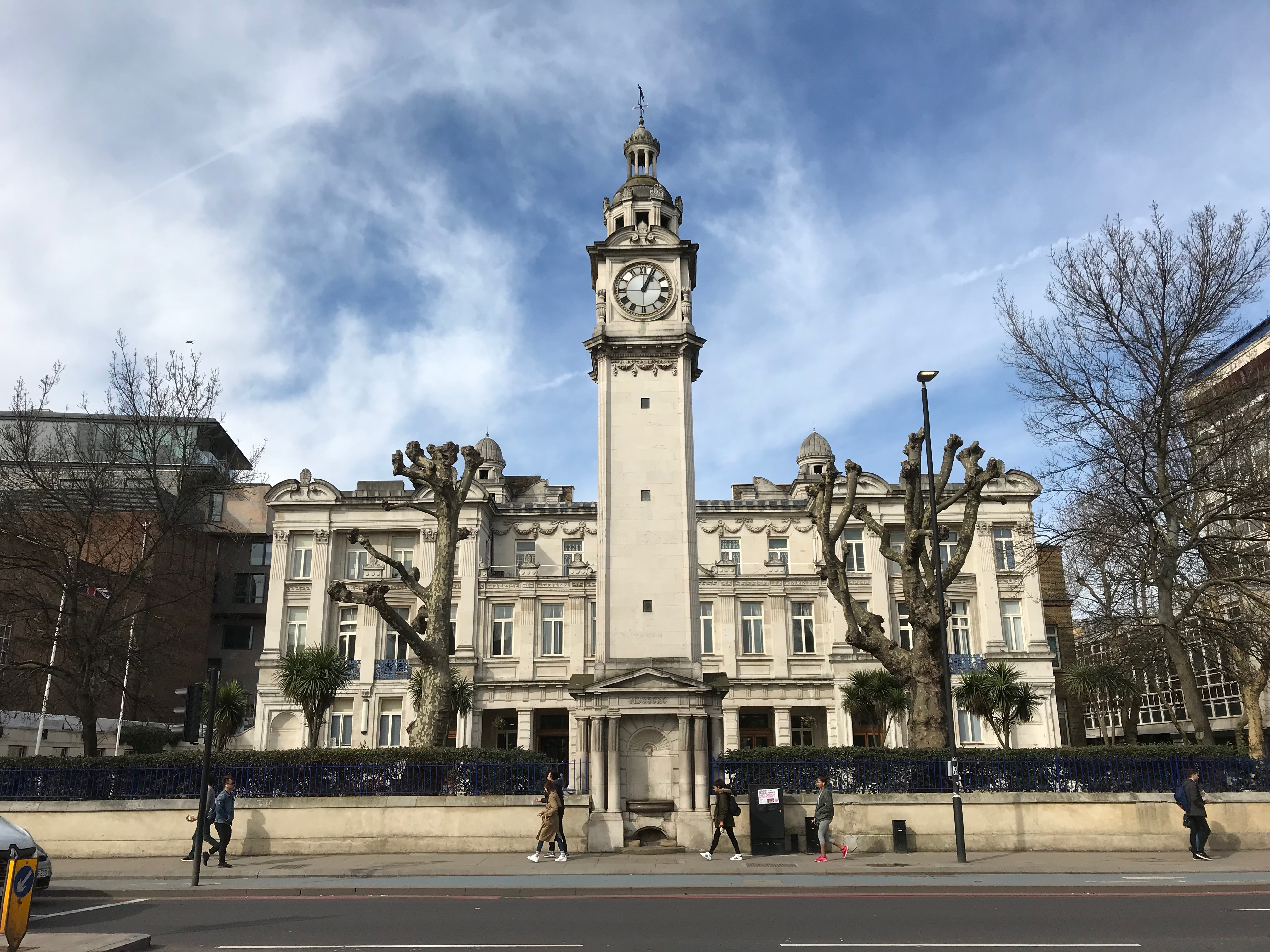
Der Glockenturm

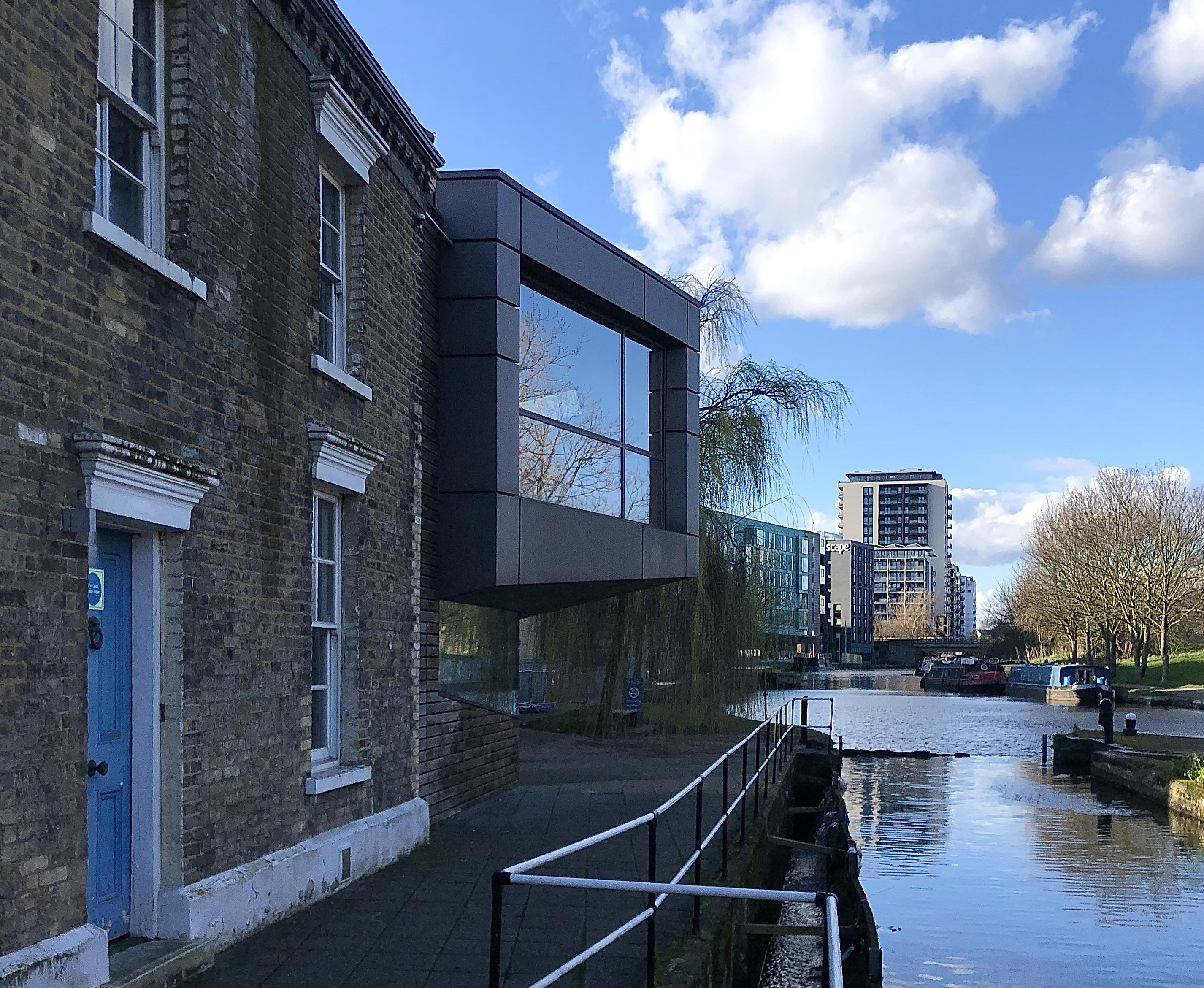
Das Graduate Center am Regent's Canal

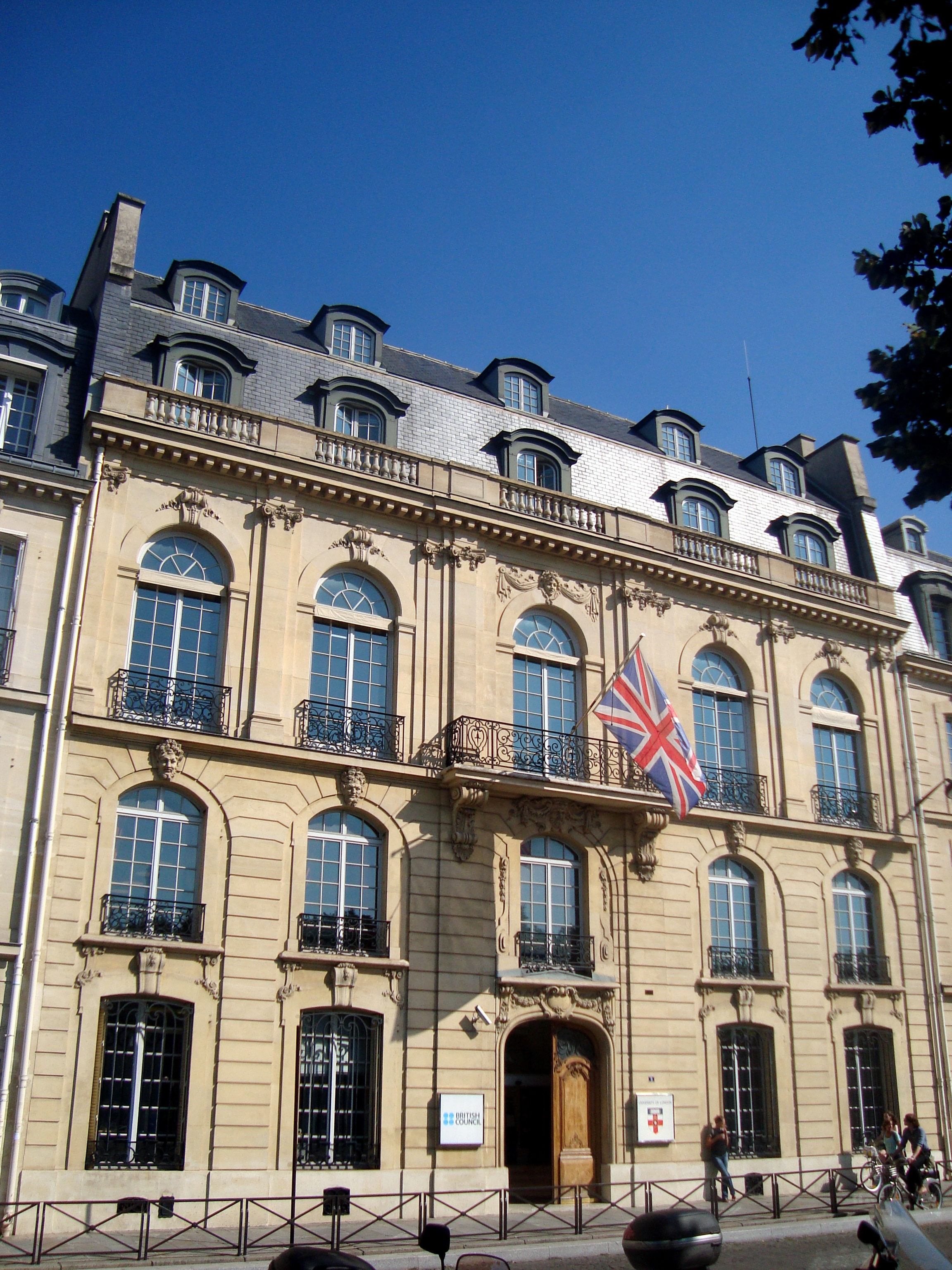
University of London Institute in Paris

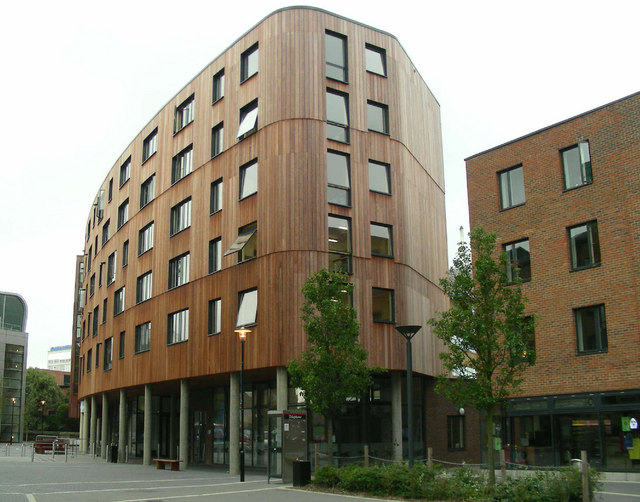
Westfield Village auf dem Campus in Mile End

### Bibliotheken
Die Zentralbibliothek der Queen Mary University of London befindet sich auf dem Campus in Mile End, direkt neben dem 1887 gebauten Queens' Building. Darin befindet sich noch der ehemalige, heute denkmalgeschützte Reading Room, ein achteckiger Lesesaal namens The Octagon, dessen Architektur an den Lesesaal des British Museum angelehnt ist. Heute wird das Octagon für interne und externe Veranstaltungen genutzt. Zweigbibliotheken finden sich an den Universitätsstandorten in Whitechapel und West Smithfield. Die Bibliothek in Mile End ist von Juni bis September 24 Stunden am Tag, sieben Tage die Woche geöffnet.
Als College der der University of London haben Studierende Zugang zur Senate House Library, sowie zu den Bibliotheken der anderen Colleges der University of London.

### Studierendenvertretung
Die Queen Mary Students' Union (QMSU) ist die zentrale Studierendenvertretung der Universität und befindet sich im Student Union Hub, einem modernen Gebäude mit Beratungsstellen, Gemeinschafts- und Freizeiträumen, Seminarräumen und einem interreligiösen Gebetsraum. Angebote der Student Union umfassen Studierendenberatung, zentral organisierte Kursnachbereitungen, Arbeitsplatzvermittlung und Koordinierung der vielen Clubs und Gesellschaften an der Universität.
Weiter unterhalten die QMSU mehrere Studierendencafés und ein Fitnessstudio auf dem Mile End Campus. Auch werden von ihr zwei Studierendenzeitungen (The Print und CUB), ein Radiosender (Quest) und ein Fernsehsender (QMTV) betrieben.

#### Clubs und Societies
Studierenden stehen über 400 Clubs und Societies der Bereiche Sport, Gesellschaft, Kunst und Vernetzung zur Auswahl. Rund 70 Sportclubs bestehen u. a. in den Bereichen American Football, Bogenschießen, Fechten, Golf, Hockey, Lacrosse, Segeln und Wasserpolo.

## Gliederung
Die Universität hat fünf Standorte in Mile End, Whitechapel, Charterhouse Square, Lincoln’s Inn Fields und West Smithfield. Der Campus in Mile End im Osten von London ist der Hauptstandort der Queen Mary und der größte Campus der University of London.
Das College verfügt über 21 Fachbereiche und Institute, die sich auf folgende Fakultäten verteilen:
- Humanities, Social Sciences and Law
  - School of Business and Management
  - School of Economics and Finance
  - School of English and Drama
    - Department of English
    - Department of Drama

  - School of Languages, Linguistics and Film
    - Comparative Literature
    - Film Studies
    - Modern Languages and Cultures
    - Language Centre
    - Linguistics

  - School of Geography
  - School of History
  - School of Law
    - Centre for Commercial Law Studies
    - Department of Law

  - School of Politics and International Relations
- Science and Engineering
  - School of Biological and Chemical Sciences
  - School of Electronic Engineering and Computer Science
  - School of Engineering and Materials Science
  - School of Mathematical Sciences
  - School of Physics and Astronomy
  - Materials Research Institute
  - Institute of Bioengineering
- Medicine and Dentistry (The London School of Medicine and Dentistry)
  - Barts Cancer Institute
  - The Blizard Institute
  - Institute of Dentistry
  - Institute of Health Sciences Education
  - William Harvey Research Institute
  - Wolfson Institute of Population Health
  - The Centre of the Cell

## Rankings

### Übersicht nationaler und internationaler Rankingergebnisse
Queen Mary University of London zählt neben UCL, King’s College, LSE und Imperial College kontinuierlich zu den fünf besten Universitäten Londons, so auch in den Rankings von Times Higher Education und QS Top Universities des Jahres 2022. Die QMUL gehört des Weiteren zu der renommierten Russell-Gruppe, der u. a. auch die University of Cambridge und die University of Oxford angehören. 2018 lag die Queen Mary School of Law als beste Law School in London hinter Oxford und Cambridge auf dem dritten Platz des britischen Universitätsränkings von The Guardian.
Im letzten britischen Forschungsranking, dem Research Excellence Framework 2014, welches maßgeblich für die Mittelvergabe an Universitäten ist, belegte die QMUL im britischen Vergleich laut Guardian Universitätsranking den 9. Platz, sowie den 4. Platz in London. Im Rahmen des Forschungsrankings sah das Times Higher Education Ranking die QMUL national auf dem 13. Platz. Nach einer Untersuchung von The Times liegen die durchschnittlichen Einstiegsgehälter im nationalen Vergleich auf dem 6. Platz. Sowohl im Times-Higher-Education-Ranking, als auch im QS World University Ranking, belegte das College im Jahr 2022 im weltweiten Vergleich den 117. Platz.

### Platzierungen ausgewählter Fachbereiche im aktuellen Forschungsranking für Großbritannien
| Fachbereich                     | Platzierung | Sonstige Informationen                                              |
| ------------------------------- | ----------- | ------------------------------------------------------------------- |
| Geography                       | 1. Platz    | gemeinsam mit Bristol, Cambridge, Durham und Oxford                 |
| Linguistics                     | 1. Platz    | -                                                                   |
| Drama                           | 1. Platz    | -                                                                   |
| English Language and Literature | 2. Platz    | -                                                                   |
| Dentistry                       | 2. Platz    | -                                                                   |
| Epidemiology and public health  | 3. Platz    | -                                                                   |
| Cancer studies                  | 5. Platz    | -                                                                   |
| Economics and Econometrics      | 6. Platz    | gemeinsam mit Bristol und Nottingham                                |
| Law                             | 3. Platz    | beste Law School in London, 3. landesweit nach Cambridge und Oxford |

## Bekannte Absolventen

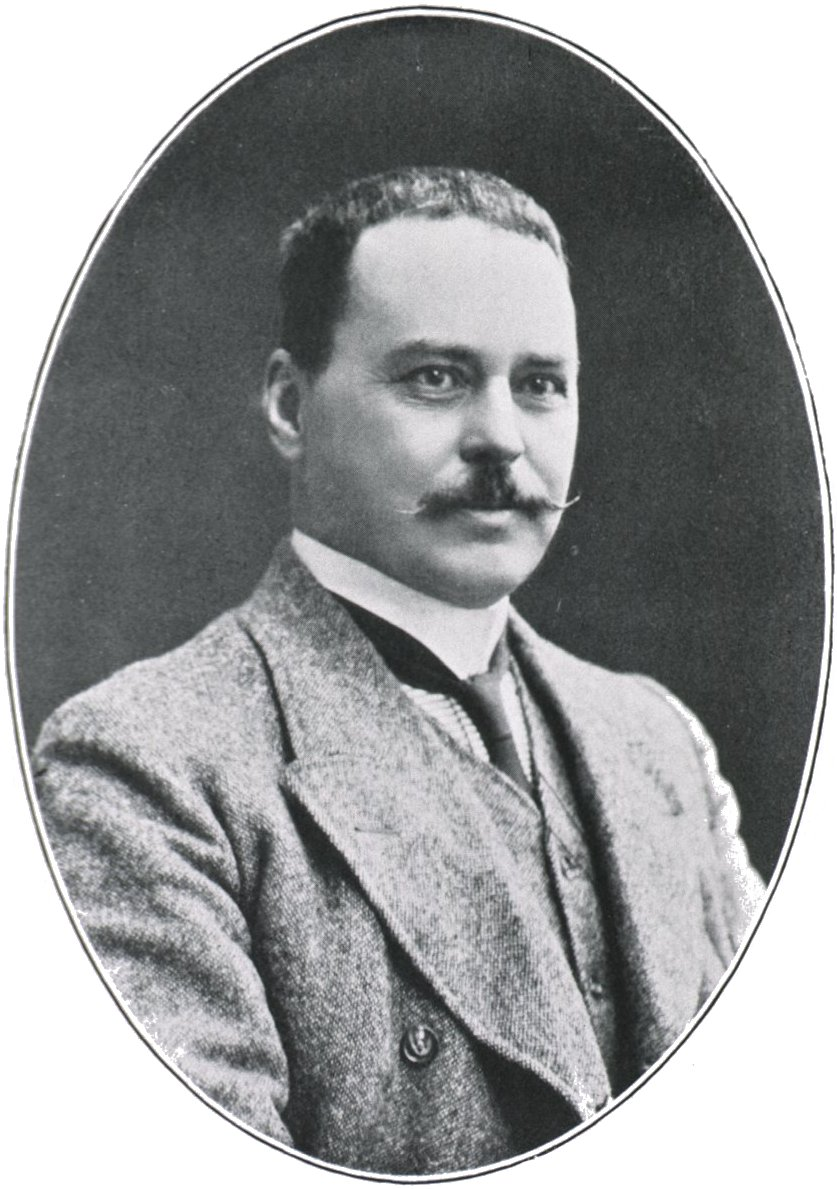
Sir Ronald Ross, erster Nobelpreisträger des Queen Mary Colleges

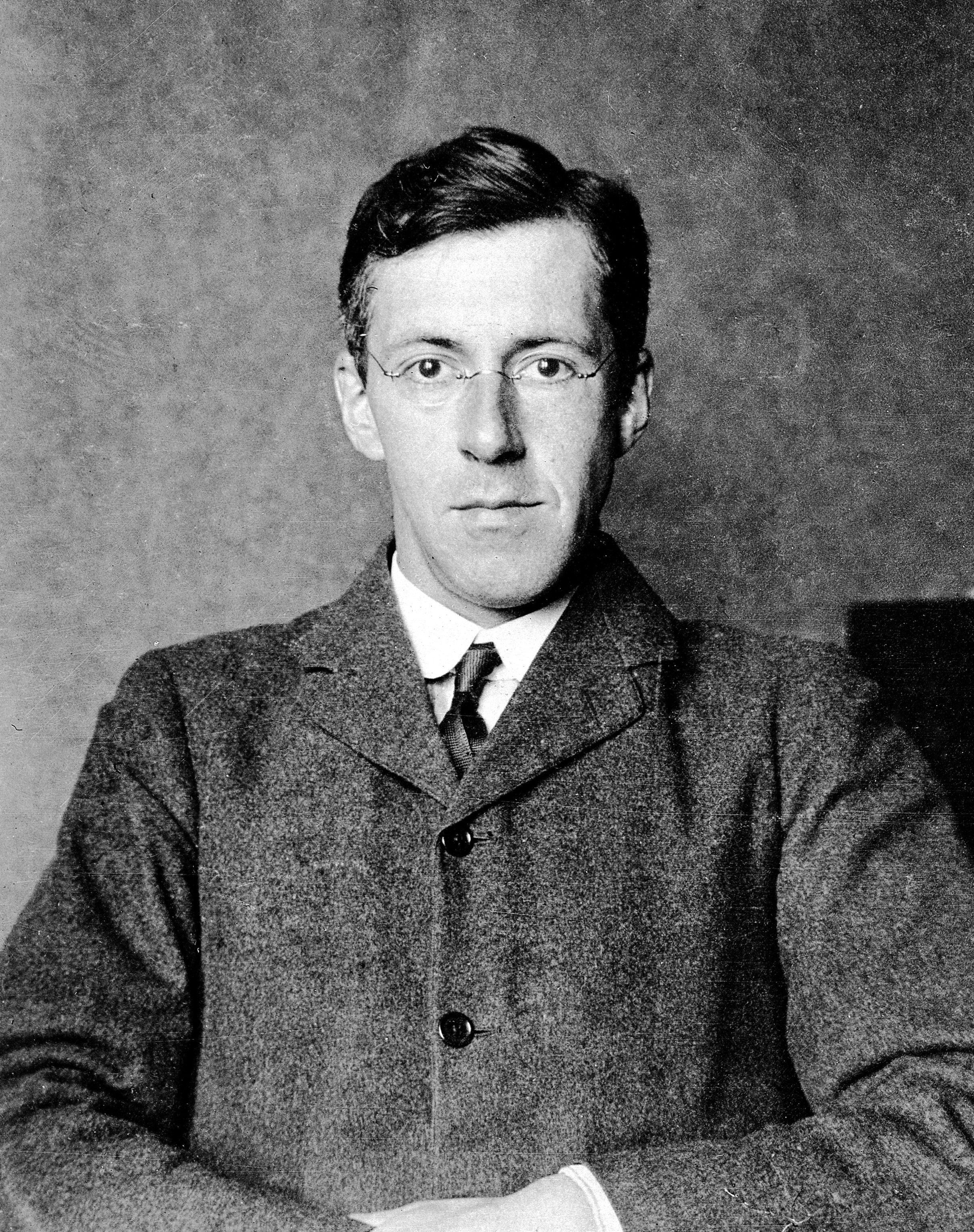
Sir Henry Hallett Dale, Träger des Nobelpreises für Physiologie oder Medizin

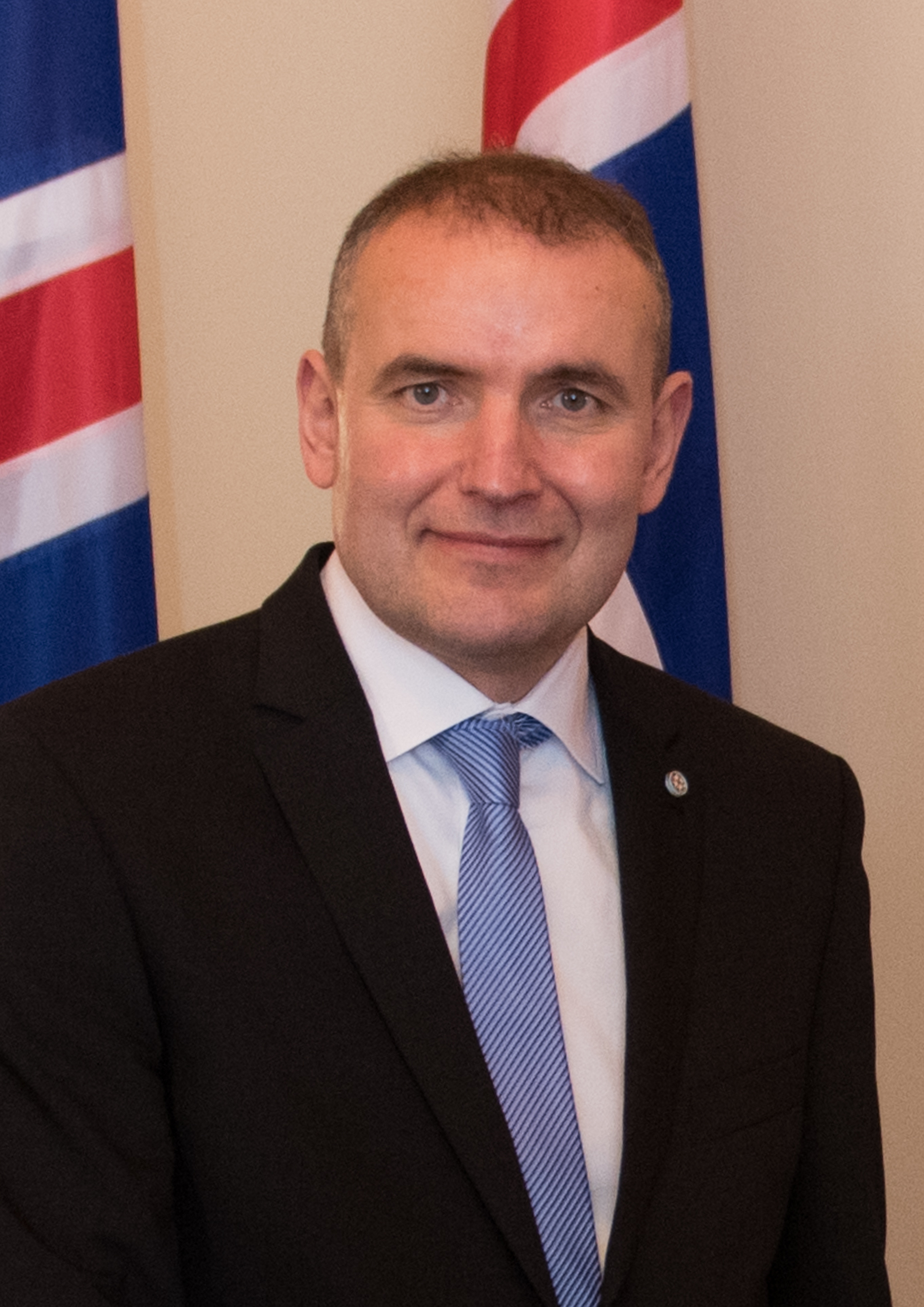
Guðni Th. Jóhannesson, derzeitiger Präsident Islands

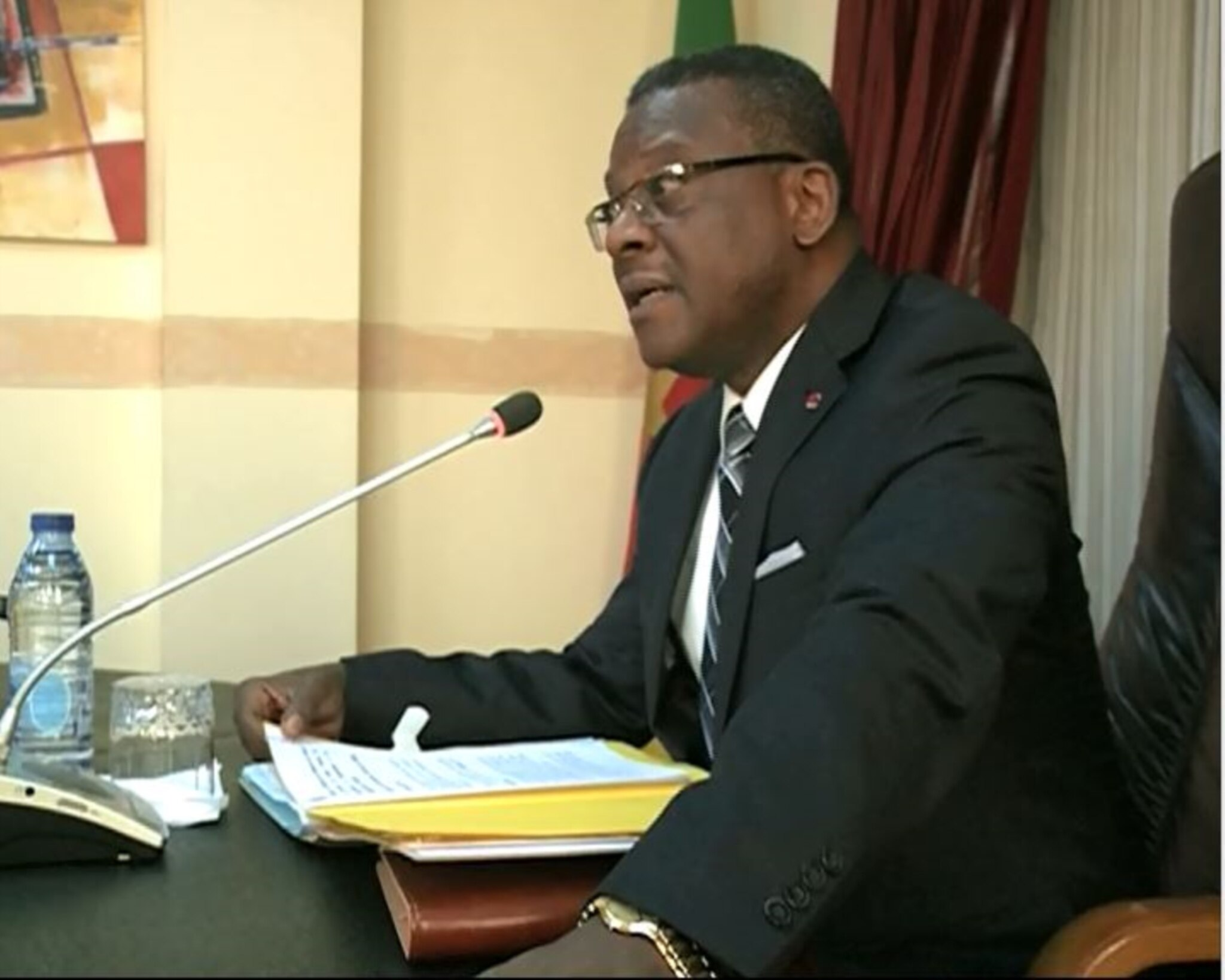
Joseph Dion Ngute, derzeitiger Premierminister von Kamerun

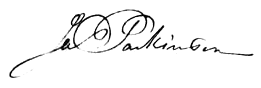
Unterschrift von James Parkinson

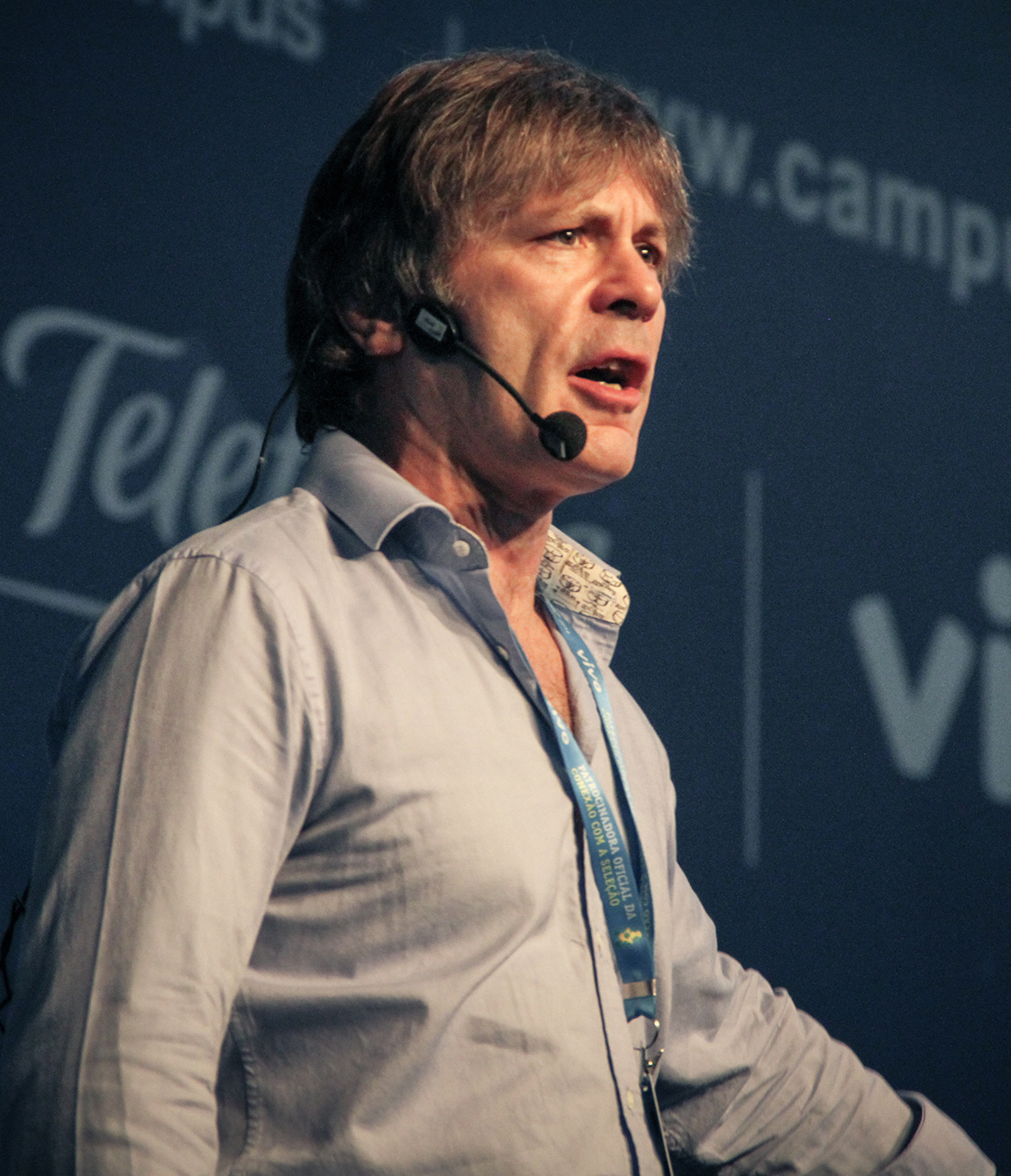
Bruce Dickinson, Frontmann der Band Iron Maiden

### Nobelpreisträger
- Lord Edgar D. Adrian, 1. Baron Adrian (1889 – 1977), Nobelpreis für Physiologie oder Medizin 1932
- Sir Henry Hallett Dale (1875 – 1968), Nobelpreis für Physiologie oder Medizin 1936
- Sir Charles K. Kao (1933 – 2018), Nobelpreis für Physik 2009
- Sir Peter Mansfield (1933 – 2017), Nobelpreis für Physiologie oder Medizin 2003
- Sir Peter J. Ratcliffe (* 1964), Nobelpreis für Physiologie oder Medizin 2019
- Sir Ronald Ross (1857 – 1932), Nobelpreis für Physiologie oder Medizin 1902
- Sir Joseph Rotblat (1908 – 2005), Friedensnobelpreis 1995
- Sir John Robert Vane (1927 – 2004), Nobelpreis für Physiologie oder Medizin 1982
- Mario Vargas Llosa, Marqués de Vargas Llosa (1936–2025), Nobelpreis für Literatur 2010

### Kunst, Musik und Film
- Bruce Dickinson (* 1958), Sänger der Heavy-Metal-Band Iron Maiden
- Sean Gilder (* 1964), Schauspieler

### Geschichte, Philosophie und Literatur
- Malcolm Bowie (1943 – 2007), Romanist und Literaturwissenschaftler
- Eric Ives (1931 – 2012), Historiker und Autor mit Schwerpunkt auf der Tudorzeit
- Alasdair MacIntyre (1929 – 2025), Philosoph und Hauptvertreter des Kommunitarismus
- Florence Mahoney (* 1929), Historikerin und Hochschullehrerin
- Sir Roy Strong (* 1935), Kunsthistoriker und ehemaliger Direktor der National Portrait Gallery und des Victoria & Albert Museums

### Politik und öffentlicher Dienst
- Christopher Addison, 1. Viscount Addison (1869 – 1951), Politiker und ehemaliges Mitglied des House of Lords
- Apsana Begum (* 1990), Politikerin und Mitglied des House of Commons
- William Carr (1883 – 1966), Admiral und ehemaliger Direktor des Naval Medical Service der Royal Australian Navy
- Sir Peter Richard Caruana (* 1956), Politiker und ehemaliger Chief Minister von Gibraltar
- Simon Case (* 1978), Oberster Leiter des britischen öffentlichen Dienstes als Cabinet Secretary und Head of Her Majesty's Home Civil Service
- Lynda Chalker (* 1942), Politikerin und Mitglied des House of Commons
- Sir William Collins (1859 – 1946), Chirurg, ehemaliger Vizekanzler der University of London und Mitglied des House of Commons
- David Currie, Baron Currie of Marylebone (* 1946), Vorsitzender von Ofcom und Mitglied des House of Lords
- Marcia Matilda Falkender, Baroness Falkender (1932 – 2019); Politikerin und ehemaliges Mitglied des House of Lords
- Peter Gerald Hain, Baron Hain (* 1950), Mitglied des House of Lords und ehemaliger britischer Staatsminister
- Francis Hare, 6. Earl of Listowel (* 1964), Politiker und Mitglied des House of Lords
- Guðni Thorlacius Jóhannesson (* 1968), isländischer Politiker und derzeitiger Präsident Islands
- Sir Curtis Keeble (1922 – 2008), erster britischer Botschafter in der Deutschen Demokratischen Republik und britischer Botschafter in der Sowjetunion
- Leo Chen-jan Lee, taiwanesischer Diplomat und ehemaliger Vizeminister für Äußeres in Taiwan
- Michael Lyons (* 1949), Politiker und ehemaliger Chairman der British Broadcasting Corporation (BBC)
- Joseph Dion Ngute (* 1954), Politiker und derzeitiges Staatsoberhaupt von Kamerun
- Davidson Sylvester Hector Willoughby Nicol (1922 – 2008),  Diplomat und ehemaliger Präsident des Sicherheitsrats der Vereinten Nationen
- Prinzessin Laurentien der Niederlande (* 1966), Präsidentin von Fauna & Flora International
- Caroline Spelman (* 1958), Politikerin und ehemalige britische Staatsministerin
- Louise Stanton (* 1968), ehemalige britische Botschafterin in Malta und Trägerin des Most Excellent Order of the British Empire (OBE)
- Dame Victoria Evelyn Sutherland (* 1939), ehemalige britische Botschafterin in Irland und Präsidentin des Lucy Cavendish College (University of Cambridge)
- Martin Uden (* 1955), Koordinator der Resolution zu Sanktionen gegen Nordkorea des Sicherheitsrats der Vereinten Nationen und ehemaliger britischer Botschafter in Südkorea

### Mathematik und Statistik
- Igor Aleksander (* 1937), Informatiker und Kognitionswissenschaftler
- George Spencer-Brown (1923 – 2016), Mathematiker und Psychologe

### Medizin
- John Abernethy (1764 – 1831), Chirurg und Anatom
- Christopher Andrews (1896 – 1988), Virologe und Entdecker des Influenzavirus
- Edward Bancroft (1745 – 1821), Chemiker und Doppelagent
- George Busk (1807 – 1886), Marine-Chirurg, Zoologe und Paläontologe
- Sir Archibald Garrod (1857 – 1936), Arzt und Medizinwissenschaftler
- William Harvey (1578 – 1657), Arzt und Anatom, erster Beschreiber des Blutkreislaufs und Wegbereiter der Physiologie
- Jonathan Hutchinson (1828 – 1913), Chirurg und Dermatologe
- John Hughlings Jackson (1835 – 1911), Neurologe und Mitbegründer der modernen Epileptologie
- Sir James Paget, 1. Baronet (1814 – 1899), Chirurg und Mitbegründer der modernen Pathologie
- Stephen Paget (1855 – 1926), Chirurg und Onkologe
- James Parkinson (1755 – 1824), Arzt, Chirurg und Paläontologe, erster Beschreiber der Parkinson-Krankheit
- Jonathan Pereira (1804 – 1853), Pharmakologe
- Percivall Pott (1714 – 1788), Chirurg und Fachschriftsteller
- William Halse Rivers (1864 – 1922), Anthropologe, Ethnologe, Neurologe und Psychiater
- Sir Frederick Treves, 1. Baronet (1853 – 1923), Chirurg
- William Turner (1832 – 1916), Anatom und ehemaliger Rektor der University of Edinburgh
- Karen Vousden (* 1957), Professorin für Genetik und wissenschaftliche Leiterin von Cancer Research UK

### Naturwissenschaften
- Timothy Ball (1938–2022), Geograph
- Frederick Blackman (1866 – 1947), Pflanzenphysiologe
- Edward Frankland (1825 – 1899), Chemiker
- John Frederick Dewey (* 1937), Strukturgeologe
- Felix Eugen Fritsch (1879 – 1954), Botaniker
- Robin Ganellin (* 1934), Chemiker
- Julius Grant (1901 – 1991), Forensiker
- William Elford Leach (1790 – 1836), Zoologe und Meeresbiologe
- Eleanor Mary Reid (1860 – 1953), Paläobotanikerin
- Walter Thomas James Morgan (1900 – 2003), Biochemiker
- George Rolleston (1829 – 1881), Zoologe und Physiologe
- Sir John Meurig Thomas (1932 – 2020), Chemiker und Namensgeber des Minerals Meurigit
- Sir Robert Watson (* 1948), Chemiker und Klima- und Umweltforscher

## Professoren und Dozenten
- John Abernethy (1764 – 1831), Chirurg und Anatom
- William Ross Ashby (1903 – 1972), Universalwissenschaftler
- Rosemary A. Bailey (* 1947), Professorin für Statistik
- Sir Christopher Alan Bayly (1945 – 2015), Historiker
- Peter Cameron (* 1947), Professor für Mathematik
- Sir Ross Frederick Cranston (* 1948), Professor für Rechtswissenschaften und ehemaliger Richter des High Court
- David Currie, Baron of Marylebone (* 1946), britischer Ökonom und Mitglied des House of Lords
- Michael Dewar (1918 – 1997), theoretischer Chemiker, Dozent für Chemie 1951 bis 1959
- Alan D. Deyermond (1923 – 2009), Professor für Romanistik
- Sebastian Doniach (* 1934), Physiker
- Michael Duff (* 1949), Physiker
- Sir William Ellison-Macartney (1852 – 1924), Gouverneur von Tasmanien
- Sir Edward Frankland (1825 – 1899), Chemiker
- Daniel Friedmann (* 1936), Professor für Rechtswissenschaften und ehemaliger Justizminister von Israel
- C. Robin Ganellin (* 1934), Chemiker
- Rüdiger Görner (* 1957), Professor für Deutsche Literaturwissenschaft und Komparatistik
- William Harvey (1578 – 1657), Arzt und Entdecker des Blutkreislaufs
- Peter Kalmus (* 1933), Professor emeritus, Teilchenphysiker
- Astrid Köhler (* 1965), Professorin für Deutsche Literaturwissenschaft und vergleichende Kulturwissenschaften
- Peter J. Landin (1930 – 2009), Professor für Theoretische Informatik, Entwickler von Programmiersprachen
- Sidney Lee (1859–1926), Professor für Englische Literatur und Sprache, Biograph
- Sir Frederick Barton Maurice (1871 – 1951), Allgemein- und Militärhistoriker
- Michael Mingos (* 1944), Professor für Chemie und ehemaliger Rektor des St Edmund Hall Colleges (University of Oxford)
- James Parkinson (1755 – 1824), Mediziner, Chirurg, beschrieb 1817 die nach ihm benannte Krankheit
- Maurice Peston, Baron Peston (1931 – 2016), Professor für Wirtschaftswissenschaften, Politiker der Labour Party
- Nicholas O’Shaughnessy (* 1954), Professor für Kommunikation und Deutsche Geschichte
- Harold Roper Robinson (1889 – 1955), Professor für Physik
- Jacqueline Rose (* 1949), Professorin für Geisteswissenschaften
- Miri Rubin (* 1956), Professorin für Geschichtswissenschaften
- Charles Saumarez Smith (* 1954), Kunsthistoriker und ehemaliger Direktor der National Portrait Gallery
- Denise Sheer, Professorin für Humangenetik
- Quentin Skinner (* 1940), Professor für Politik- und Geisteswissenschaften und führender Experte der politischen Ideengeschichte
- Adrian Smith (* 1946), Professor für Statistik und Präsident der Royal Society
- Karen Vousden (* 1957), Professorin für Genetik und wissenschaftliche Leiterin von Cancer Research UK
- Axel A. Weber (* 1957), Ökonom und Präsident der Deutschen Bundesbank von 2004 bis 2011
- Robert Winston, Baron Winston (* 1940), Pionier der in-vitro-Befruchtung
- Nicholas Wright (* 1940), Professor für Medizin
- Alec David Young (1913 – 2005), Professor für Ingenieurswesen

## Zahl der Studierenden
Von den 21.665 Studenten des Studienjahrens 2019/2020 waren 11.815 weiblich und 9.840 männlich. 2007 waren es 21.755 Studierende gewesen. 2014/2015 waren es 8.475 Frauen und 7.485 Männer und insgesamt 15.960 Studenten. 2019/2020 kamen 13.995 Studierende aus England, 80 aus Schottland, 150 aus Wales und 1.850 aus der EU. Von den etwa 4.000 Auslandsstudenten kommen viele aus China. 14.825 der Studierenden strebten 2019/2020 ihren ersten Studienabschluss an, sie waren also undergraduates. 6.840 arbeiteten auf einen weiteren Abschluss hin, sie waren postgraduates.